# Seoni (Himachal Pradesh)
Seoni – miasto w północnych Indiach w stanie Himachal Pradesh, w zachodnich Himalajach.
Populacja miasta w 2001 roku wynosiła 2836 mieszkańców.